# Staurois
Staurois là một chi động vật lưỡng cư trong họ Ranidae, thuộc bộ Anura. Chi này có 4 loài và không bị đe dọa tuyệt chủng.